# Tommy Knight
Thomas Lawrence "Tommy" Knight, född 22 januari 1993 i Chatham i Kent, är en engelsk skådespelare.
Han är bland annat känd för rollen som Luke Smith i The Sarah Jane Adventures.

## Film
| år   | Titel                                                     | Roll            | Notering                                                                         |
| ---- | --------------------------------------------------------- | --------------- | -------------------------------------------------------------------------------- |
| 2004 | Nokia Shorts Competition Entry "There's No Santa Dumbass" | Thomas          | Regisserad av Pier Van Tijn, producerad av Pye Films. Filmad i Finchley, London. |
| 2004 | Beneath the Steel Sky (Student Film)                      | Peter           | Regisserad av Sunny Audit, Filmad i Milton Keynes, Twickenham och Dartford.      |
| 2004 | The Real Guthrie                                          | Young Guthrie   | Regisserad av Jason Williams, Filmad i Camber Sands, Sussex.                     |
| 2005 | Dialogue for One                                          | Boy             | Regisserad av Jeremy Bond, kortfilm (3 minuter).                                 |
| 2007 | Runaways                                                  | Charlie         | Regisserad av Zaheer Ahmad, kortfilm (10 minuter).                               |
| 2007 | Pudding Bowl                                              | Jack            | Regisserad av Vanessa Caswill, kortfilm (8 minuter).                             |
| 2009 | The Silver Key                                            | Dark haired boy | Regisserad av Brian McGleenon, kortfilm (7 minuter).                             |
| 2011 | Why                                                       | Grandson        | Regisserad av Peter Coster, kortfilm (1 minut).                                  |
| 2011 | Il Maestro                                                | Pianist         | Regisserad av Jennie Paddon, kortfilm (14 minuter).                              |
| 2012 | Stitches                                                  | Tom             | Regisserad av Conor McMahon, Spelfilm.                                           |

## TV
| år          | Titel                                        | Roll                          | TV-kanal             | Notering |
| ----------- | -------------------------------------------- | ----------------------------- | -------------------- | --- |
| 2002        | TV to Go                                     | Timothy                       | BBC Two              | Säsong 2, Avsnitt 1 och 4 |
| 2002        | 15 Storeys High                              | Various background characters | BBC Two              | |
| 2005        | Casualty                                     | Liam Woodbridge               | BBC One              | Säsong 19, Avsnitt 45 |
| 2005        | The Impressionists                           | Paul Cézanne Junior           | BBC One              | Mini-serie |
| 2006        | Doctors                                      | Kevin Dobson                  | BBC One              | Säsong 8, Avsnitt 38 "Fighting Talk" |
| 2006        | Sorted                                       | Robert                        | BBC One              | Säsong 1, Avsnitt 4 |
| 2006        | The Bill                                     | Shaun Perkins                 | ITV                  | Säsong 22, Avsnitt 49 "426" Krediterad som Thomas Knight. |
| 2006        | Think You Know?                              | Tom                           | CEOP Website         | |
| 2007 - 2011 | The Sarah Jane Adventures                    | Luke Smith                    | CBBC och BBC HD      | Samtliga avsnitt av säsong 1, 2 och 3 förutom The Eternity Trap. 2009 Comic Relief special. Säsong 4: The Nightmare Man, The Vault of Secrets Part 1, Death of the Doctor Part 1 and Goodbye, Sarah Jane Smith. Säsong 5: Sky Part 1 and The Man Who Never Was. |
| 2007        | Chute                                        | Luke Smith                    | CBBC                 | Avsnitt 9 |
| 2007        | Blue Peter                                   | Som sig själv                 | BBC One              | Avsnitt daterat 26 september 2007 |
| 2007        | TMI                                          | Som sig själv                 | BBC Two              | Avsnitt daterat 20 oktober 2007 Krediterad som Thomas Knight. |
| 2007        | Casualty                                     | Jugg (Matt Turner)            | BBC One              | Säsong 22 Avsnitt 26 |
| 2008        | Doctor Who                                   | Luke Smith                    | BBC One              | Säsong 4 Avsnitt 12 "The Stolen Earth" Säsong 4 Avsnitt 13 "Journey's End" Krediterad som Thomas Knight. |
| 2008        | Myths                                        | Paris                         | BBC Switch           | Säsong 1 Avsnitt 1 "Paris and the Goddesses" kortfilm (5 minuter) |
| 2008        | Blue Peter                                   | Som sig själv                 | BBC One              | Avsnitt daterat 7 oktober 2008 |
| 2008        | TMI                                          | Som sig själv                 | BBC Two              | Avsnitt daterat 25 oktober 2008 |
| 2009        | CBBC                                         | Som sig själv                 | CBBC                 | Frågestund med Tommy Knight and Danny Anthony. |
| 2010        | Doctor Who                                   | Luke Smith                    | BBC One och BBC HD   | The End of Time Part 2 Krediterad som Thomas Knight. |
| 2010        | The Bill                                     | Greg Holbrook                 | ITV 1 and ITV 1 HD   | Säsong 26 Avsnitt 2 Held Responsible |
| 2010        | Sam & Mark's TMi Friday                      | Som sig själv                 | CBBC                 | Avsnitt daterat 8 oktober 2010 |
| 2010        | Sarah Jane's Alien Files                     | Luke Smith                    | CBBC                 | Avsnitt 3 och 6 |
| 2011        | My Sarah Jane: A Tribute to Elisabeth Sladen | Som sig själv                 | CBBC                 | Okrediterad |
| 2012–2015   | Waterloo Road                                | Kevin Chalk                   | BBC One & BBC One HD | 55 Avsnitt. Säsong 8, Avsnitt 8-30 Säsong 9, Avsnitt 1-20 Säsong 10 Avsnitt 1-12. |
| 2013        | Let's Dance for Comic Relief                 | Som sig själv                 | BBC One & BBC One HD | Avsnitt 2 |
| 2013        | 12 Again                                     | Som sig själv                 | CBBC                 | Doctor Who Special |
| 2014        | Glue                                         | Cal Bray                      | E4 & E4 HD           | |